# Ulisse Martinengo

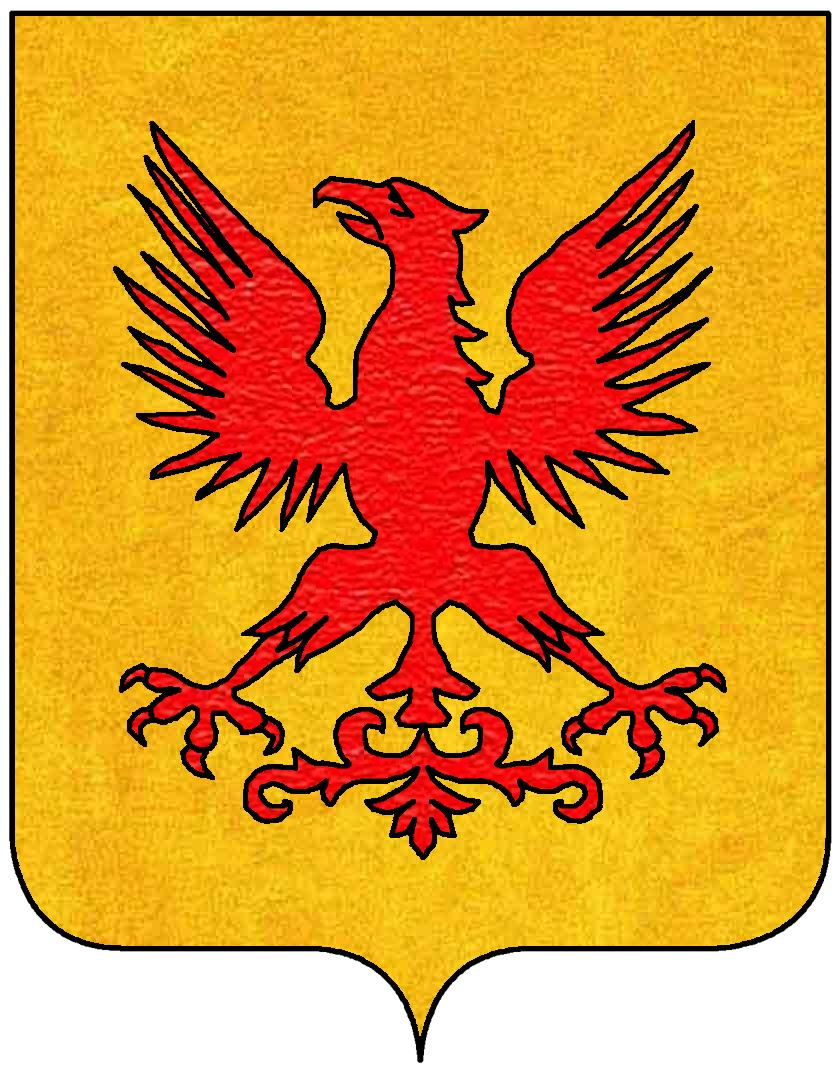
Stemma dei Martinengo

Ulisse Martinengo (Brescia, 1545 – Morbegno, 1570) è stato un conte bresciano, convertitosi alla Riforma e divenuto pastore calvinista.

## Biografia
Figlio di Alessandro di Gianmaria, del ramo dei conti Martinengo di Barco, e di Laura di Graziolo Gavardo e fratello di Nestore, dopo la conversione, fuggì da Brescia a Ginevra, dove fu allievo di Théodore de Bèze. Soggiornò anche ad Anversa, ma infine si stabilì in Valtellina. Fu pastore a Chiavenna, Piuro, Sondrio e più lungamente a Morbegno, dove morì nel 1570.
Anche il padre Alessandro e la madre Laura Gavardo ebbero idee protestanti. In particolare quest'ultima, rimasta vedova, seguì Ulisse in esilio. Ella inoltre era solita leggere in piazza la Bibbia in volgare, scandalizzando la popolazione di Sondrio.